# Casearia urophylla
Casearia urophylla är en videväxtart som beskrevs av Ernest Friedrich Gilg. Casearia urophylla ingår i släktet Casearia och familjen videväxter. Inga underarter finns listade i Catalogue of Life.